# Коктебельский залив
Коктебельский залив — залив Чёрного моря на юго-западе Крымского полуострова.

## Общие сведения
Коктебельский залив ограничивается с юго-запада мысом Планерный («Мальчин», ещё «Пастуший»), образованного восточным склоном горы Карадаг, с востока узким мысом Киик-Атлама, на котором расположен посёлок городского типа Орджоникидзе. Залив открыт в море в направлении на юго-восток.
Коктебельский залив относительно глубоко вдается в сушу. Имеет четыре бухты: Коктебель, Мертвая, Тихая и Провато.
Коктебельский залив известен своим галечным пляжем. Среди гальки раньше встречались россыпи полудрагоценных камней: яшма, агат, опал, халцедон, сердолик.
В древности это место Крыма называлось Киммерией. Подводными археологами на дне у мыса Мальчин обнаружены якоря и многочисленные фрагменты амфор. Они датируются IX веком. С вершины хребта Кок-Кая в ясную погоду можно увидеть на дне залива древний мол в виде подводной гряды. Археологи считают, что на мысе Мальчин был поселок, снабжавший рыбой крупное поселение на расположенном чуть дальше от берега холме Тепсень.